# Américo-liberianos
Los américo-liberianos, o americano-liberianos (en inglés, Americo-Liberians) son un grupo étnico de Liberia, aproximadamente el 5 % del total de la población, formado por descendientes de colonos estadounidenses afroamericanos, anteriormente esclavos, inmigrados desde 1822 al África Occidental que fundaron la actual República de Liberia. También incluye a descendientes de esclavos afrocaribeños, llamados Congos.
De la mano de los esfuerzos de la American Colonization Society y de la administración del presidente estadounidense James Monroe, los antiguos esclavos, aproximadamente 12.000, devenidos pioneros y colonos en las costas africanas, extendieron su influencia sobre el área, adquiriendo territorios costeros a los nativos, y avanzando hacia el interior, llegaron a formar en 1847 la nueva nación de Liberia, ejerciendo como élite política y cultural, fundamentalmente basada en modelos lingüísticos y sociales del Sur de los Estados Unidos.
Con la formación del Partido Whig Auténtico y la Orden Masónica de Liberia como principales instituciones de poder, los américo-liberianos gobernaron el país desde la década de 1870 hasta 1980, cuando Samuel Doe se convierte en el primer presidente de Liberia no perteneciente a la etnia américo-liberiana.